# Сокар
Сокар (Секер) е древноегипетски бог на мъртвите, първоначално на земята и плодородието. Изобразяван като мумифициран мъж със зелена кожа (подобно на Озирис), често с глава на сокол.
| z · k · r | P3 |

| z · k · r | P3 |

По време на празника му по полетата е теглен камък (негов култов идол) в ладия, закрепена върху шейна, а хората са я следвали с венци от лук около вратовете си. Култовият обсег на Сокар били некрополите, той се превръща в бог на мъртвите. Основните обекти на култа към Сокар били могилата и свещената лодка, която отнасяла мъртвия цар на небето. По време на Старото царство на Египет Сокар се смятал за покровител на занаятите, рудодобива и по-специално на металообработването. Обвързан е тясно с култовете към боговете Озирис и Птах.